# Vutina pelops
Vutina pelops är en insektsart som först beskrevs av Walker 1851.  Vutina pelops ingår i släktet Vutina och familjen Nogodinidae. Inga underarter finns listade i Catalogue of Life.